# Nulpe
Mit dem Wort Nulpe, dialektal auch Nülpe, wird umgangssprachlich eine Person bezeichnet, die vom Sprecher für einen Dummkopf, Versager, Nichtskönner oder einen energielosen oder wunderlichen Menschen gehalten wird. Diese Bedeutung hat das Wort seit dem späten 19. Jahrhundert, als es im Sächsischen aufkam und sich nachfolgend vornehmlich in Berlin etablierte.
In ihrem „Deutschen Wörterbuch“ weisen die Brüder Grimm ebenfalls im späten 19. Jahrhundert auch die Bezeichnung „der Nulp“ (auch „Zulp“) oder „die Nulpe“ für eine Zigarre im Leipziger Sprachraum nach, für die Mitte des 19. Jahrhunderts findet es sich in Karl Weinholds „Beiträgen zu einem schlesischen Wörterbuche“ als Bezeichnung für eine Tabakspfeife.
Die Tabakspfeife – so Küpper – habe mit einem Schnuller „vieles“ gemeinsam, auch habe man ab der Wende vom 19. zum 20. Jahrhundert die Nase, die einem Saugbeutel ähnele, so bezeichnet. Folgt man dieser Argumentation, dann könnte ausgehend von Pfeife und Schnuller, an denen gesaugt wird, das Wort Nulpe in übertragener Bedeutung für Menschen verwandt worden sein, die sich auf der geistigen Stufe eines Kleinkindes befinden und noch am Saugbeutel saugen.
Das etymologische Wörterbuch des Deutschen vermutet Nulpe als Weiterbildung zu Null.
Weitere Redewendungen, die sich der übertragenen Bedeutung des Wortes bedienen, sind „komische Nulpe“ für einen sonderbaren Menschen (ab dem Jahr 1900 nachgewiesen), „wie eine Nulpe dastehen“ für bloßgestellt worden sein oder ein Unrecht ohne Widerspruch ertragen zu müssen und wie das vorherige ab dem letzten Drittel des 19. Jahrhunderts nachweisbar: „Nulpe tun“ für schuld- oder ahnungslos tun oder sich unwissend stellen.

## Trivia
In der Plenarsitzung des Hessischen Landtages vom 13. Juli 2016 nannte die Fraktionschefin Janine Wissler der Partei Die Linke das Hessische Landesamt für Verfassungsschutz einen Nulpenverein.
Rudi Carrell sang 1970 als Parodie auf Tulpen aus Amsterdam im Duett mit Heintje Nulpen aus Amsterdam.